# 矢切ねぎ
矢切ねぎ（やきりねぎ）は、日本のネギの品種。千葉県松戸市の特産品として有名。
千住葱に品種改良を加えたもので、太くて甘みがある。名称は、市内矢切地区で栽培が始められたことに由来。

## 沿革

### 背景
矢切地区には江戸川の氾濫でできた、砂と枯土が適度に混ざった土壌が広がるが、水分を含んだ土壌はネギの栽培に適している。矢切地区は周辺に比べて土地が低く、雨水などが集まりやすい。そのため土壌に含まれる水分が多い。冬になると土壌中の水分が凍って硬くなるが、土の圧力がネギにとってストレスとなり、身を守ろうとして甘みを溜め込むため、矢切ねぎの甘みは非常に強い。

### 歴史
本格的に栽培が始まったのは明治3 - 4年頃。東京府下砂村（現・東京都江東区）から千住ねぎの種子を譲り受け栽培を始めたのが始まり。明治12 - 13年頃からは市場へ出荷するようになった。その後、後継者たちは組織的な研究活動により新技術をいち早く取り入れ、技術改善を図ってきたことにより全国農産物品評会で3回農林水産大臣賞を受賞している。
2007年12月、松戸市農業協同組合が地域団体商標を取得
今日、一般の青果店に並ぶことは少ないが、贈答用としての人気がある。

## 特徴
白い部分が長く太い根深ねぎである。糖度は11 - 12度あり、これは果実とほぼ同じである。この甘みを活かして、焼いても鍋にしても美味と評価される高級品。規格として白い部分を30センチ以上とすることになっているが、そのため播種から出荷までには10か月ほどかかる。